# Peter Adolphus McIntyre

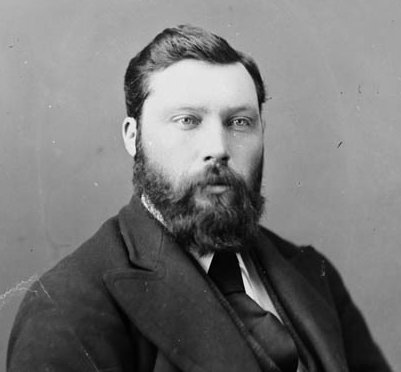
Peter Adolphus McIntyre

Peter Adolphus McIntyre (* 19. Juli 1840 in Peterville, Prince Edward Island; † 16. Juli 1910) war ein kanadischer Politiker. Er war von 1874 bis 1878 sowie von 1882 bis 1889 liberaler Abgeordneter des Unterhauses. Von 1899 bis 1904 amtierte er als Vizegouverneur der Provinz Prince Edward Island.

## Biografie
McIntyres Großeltern väterlicherseits stammten aus Schottland und ließen sich um 1785 auf der Insel nieder. Er studierte Medizin an der Université Laval in Québec und an der McGill University in Montreal. 1867 eröffnete er eine Praxis in der Ortschaft Souris. Daneben war er auch als Gerichtsmediziner für Kings County tätig. 1872 erhielt er die Aufgabe, den Bau der Prince Edward Island Railway zu überwachen.
Nach dem Beitritt von Prince Edward Island zur Kanadischen Konföderation, dessen Ursache unter anderem die beim Eisenbahnbau angehäuften Schulden waren, kandidierte McIntyre für die Liberale Partei Kanadas bei der Unterhauswahl 1874 und wurde zum Abgeordneten von Kings County gewählt. 1878 verlor er sein Mandat, gewann es aber 1882 wieder zurück. 1891 wurde er zum zweiten Mal abgewählt, fünf Jahre später kandidierte er ohne Erfolg. Generalgouverneur Lord Minto vereidigte McIntyre am 23. Mai 1899 als Vizegouverneur von Prince Edward Island. Dieses repräsentative Amt übte er bis zum 3. Oktober 1904 aus.